# Gideon la Neuvième
Gideon la Neuvième (titre original : Gideon the Ninth) est un roman de science fantasy de l'écrivaine néo-zélandaise Tamsyn Muir, publié en 2019 puis traduit en français et publié en 2022. Il s'agit du premier roman de l'autrice et le premier de la série Le Tombeau scellé.
Gideon la Neuvième a remporté le prix Locus du meilleur premier roman 2020.

## Résumé
Le roman est centré sur la protagoniste Gideon Nav, une épéiste lesbienne, et son ennemie d'enfance Harrowhark Nonagesimus, surnommée Harrow, nécromancienne et héritière de leur planète, la Neuvième Maison.
Les deux jeunes femmes sont obligées de collaborer au sein d'un tournoi organisé par l'Empereur, figure religieuse de leur univers, pour acquérir des pouvoirs magiques suffisamment puissants pour sauver leur planète de sa chute imminente.

## Éditions
- Gideon the Ninth, Tor Books, 10 septembre 2019, 444 p.  (ISBN 978-1-250-31319-5)
- Gideon la Neuvième, Actes Sud, coll. « Exofictions », 13 avril 2022, trad. Stéphanie Lux, 528 p.  (ISBN 978-2-330-16409-6)
- Gideon la Neuvième, Actes Sud, coll. « Babel » no 1902, 4 octobre 2023, trad. Stéphanie Lux, 608 p.  (ISBN 978-2-330-18387-5)

## Prix littéraires
- prix Locus du meilleur premier roman 2020
- William L. Crawford - IAFA Fantasy Award 2020